# Yasemin Begüm Dalgalar
Yasemin Begüm Dalgalar (8 de junho de 1988) é uma basquetebolista profissional turca.

## Carreira
Yasemin Begüm Dalgalar integrou a Seleção Turca de Basquetebol Feminino, em Londres 2012.